# Дигитална библиотека из домена рударства
Према једној од најцитиранијих дефиниција дигиталних библиотека, према Вилијаму Армсу (William Arms), дигиталне библиотеке су контролисане, системски организоване колекције информација са придруженим сервисима, ускладиштене у дигиталном формату, којима се приступа путем мреже (Arms 2000).

## Увод
Дигитална библиотека има циљ да се прикупе, систематизују, обраде и похране стручни текстови из области рударства, чиме би се обезбедила основа не само за различита лингвистичка и терминолошка истраживања, већ и за различите задатке из области инжењерства знања. Прикупљање, обрада и складиштење докумената у дигиталну библиотеку резултат су истраживачког рада на пројектима које финансира Министарство просвете, науке и технолошког развоја Републике Србије. Креирање дигиталне библиотеке ROmeka@RGF настало jе из потребе да се текстови из домена рударства обједине и тако учине доступним за даља истраживања како инжењерима рударства, тако и лингвистима.

## Креирање дигиталне библиотеке
Заједничко свим дигиталним библиотекама jе да су информације организоване на рачунарима и доступне корисницима преко интернет мреже, са процедурама за њихов избор, организовање и архивирање ради повећања доступности. Дигиталне библиотеке су колекције дигиталних објеката, који су у виду различитих дигиталних података (текст, слика, звук, видео, анимација) или њихових комбинација (мултимедија) ускладиштени на мрежи, описани различитим метаподацима и повезани са другим информационим сервисима.
Основне елементе дигиталне библиотеке чине:
- објекти (items),
- колекције (collections) и
- веб стране (web pages).

Дигитална библиотека може садржати неограничен броj објеката, докумената, ознака и колекција. Jедино ограничење jе да jедан објекат може бити придружен искључиво jедноj колекцији. За сваки од поменутих елемената дигиталне библиотеке jе могућа потпуна контрола видљивости на вебу, почевши од појединачних метаподатака, па до сваког елемента у целини.

### Објекти
Објекти су основни елемент сваке дигиталне библиотеке. Због тога, креирање дигиталне библиотеке управо и започиње креирањем објеката.
Доступне врсте објеката су:
- покретне слике (Moving Image), све форме видео записа: анимације, филмови, телевизијски програми;
- звучни записи (Sound), све форме аудио записа: аудио компакт дискови, снимљени говор или звукови;
- усмена предања (Oral History), информације добијене у интервјуима са особама које поседују знање из прве руке;
- слике (Still Image), визуелни приказ текстова, слика, цртежa, графичког дизајна, планова и карата);
- веб стране (Website), HTML странице и повезане слике, аудио и видео датотеке, итд.;
- догађаји (Event), временски ограничене појаве, на пример: изложба, веб конференција, радионица, пожар, битка, суђење);
- електронска пошта (Email), текстуалне поруке са необавезним прилогом, које jедна особа шаље другоj особи или другим особама;
- план наставе (Lesson Plan), детаљан опис тока наставног процеса на курсу;
- особа (Person); – интерактивни ресурси (Interactive Resource), веб странице, мултимедијални наставни објекти, сервиси за ћаскање;
- скупови података (Dataset), кодирани подаци у дефинисаноj структури: листе, табеле и базе података;
- физички објекти (Physical Object), неживи, тродимензионални чврсти објекти, које у дигиталним библиотекама репрезентују типови као што су: покретне слике или статичне слике и др.;
- сервиси (Service), на пример: сервис за фотокопирање, банкарски сервис, међубиблиотечка размена или веб сервери;
- софтвери (Software);
- хипервезе (Hyperlink), веза или референца ка другом ресурсу на Интернету.

Објекти су скуп:
- метаподатака из Даблинског jезгра који описују сам дигитални објекат,
- метаподатака који описују врсту објекта (item type metadata),
- етикетa или ознакa (tag) и
- докуменaтa (documents).

Метаподаци су структурирани тако да опишу, објасне, идентификују, лоцирају или на неки други начин олакшају преузимање, коришћење или управљање извором информација.

### Колекције
Колекције представљају скупове објеката груписаних тако да се могу лакше претраживати.

### Веб стране
Како би објекти и колекције били видљиви на вебу, неопходно jе креирати веб странице. Осим назива веб стране неопходно jе дефинисати и релативну путању до ње, као део URL-aдресе те веб стране.

## Веб платформа Омека
Карактерише jе атрактиван и прилагодљив визуелни дизајн, jедноставна инсталација, могућност проширивања која дозвољава измену постојећих и додавање нових функционалности, флексибилан приступ метаподацима, подршка за веб стандарде, увоз и извоз података у стандардизованим форматима. Има уграђене функције за каталогизацију и представљање дигиталних објеката, засноване на Даблинском jезгру, којим се обезбеђује стандардизовано описивање и организовање дигиталних објеката.

### Програмски додаци Омеке
Овде ће бити приказано неколико додатака који су коришћени приликом израде наше дигиталне библиотеке или који су корисни и важни за сваког корисника Омеке:
- Archive Repertory омогућава да се увезене датотеке на серверу чувају са изворним именима, као и да се групишу у хијерархијску структуру, најпре по објектима, а потом по колекцијама у којима се објекти налазе. Задржавање изворних имена чини URL-адресе датотека читљивијим, а уједно олакшава руковање датотекама.
- Bulk Metadata Editor омогућава брзо и jедноставно претраживање и измену метаподатака за велики броj објеката истовремено.
- Catalog Search омогућава претраживање других каталога коришћењем поља dc:subject. Понуђени каталози су: Archive Grid, Digital Public Library of America, Google Books, Google Scholar, Hathi Trust, JSTOR, Library of Congress, WorldCat.
- COinS уграђује метаподатке о цитирању за сваки објекaт у веб странице дигиталне библиотеке.
- Collection Tree обезбеђује визуелни приказ хијерархијске структуре колекција у дигиталноj библиотеци, што олакшава њихово прелиставање.
- CSV Import омогућава масован увоз метаподатака, ознака и датотека, приказаних табеларно у формату CSV.
- Drop Box омогућава администратору jедноставнији увоз датотека које се налазе на серверу.
- Dublin Core Extended проширује листу метаподатака Даблинског jезгра, чиме се обезбеђује потпуна анотација објеката.
- Geolocation омогућава да се информације о локацијама у вези са дигиталним објектима додају на географску карту, уз могућност њиховог претраживања.
- Item Relations омогућава креирање релације између дигиталних објеката.[2]

## Дигитална библиотека ROmeka@RGF
Дигитална библиотека ROmeka@RGF18 садржи 209 текстова првенствено из области рударства, али и из области безбедности и заштите на раду и процене ризика, као блиско повезаних области.
Објекти су сврстани у 4 надређене колекције и 15 подколекција. 
Сви текстови који су ускладиштени у дигиталну библиотеку биће даље коришћени за терминолошка истраживања.

## Претраживање текстуалних ресурса
При потрази (која подразумева скуп метода и техника) за информацијама у текстуалним ресурсима, претражују се сами ресурси или траже метаподаци који описују те ресурсе.
Системи за претраживање информација се базирају на два концепта: упит (енг. query) и објекат (енг. object).
Када jе у питању претраживање дигиталне библиотеке, формулисање сложенијих упита jе омогућено преко проширених регуларних израза. У зависности од ресурса који се претражује, одговори могу бити, на пример, документи, метаподаци или листа веб страница.
Елементи дигиталне библиотеке које jе могуће укључити у процес претраживања су: метаподаци, документи, етикете, извештаји, изложбе, веб странице. Изворно, претраживања се вршe преко кључних речи, булових оператора и потпуним подударањем.